# Daka
Daka er en flod der løber i regionen Northern i  Ghana . Den har sit udspring nærheden af landsbyen Gushiago ca. 60 km nordøst for Tamale og løber mod syd til Voltasøen.
Daka løber gennemm  Dagombaernes kongeby Yendi og munder efter ca. 160 km ud i den nordvestlige arm af Voltasøen i i nærheden af Grube og Golubi.
8°13′4″N 0°12′1″V / 8.21778°N 0.20028°V